# Éric Lebrun
Éric Lebrun (Talence, 19 de noviembre de 1967) es un compositor y organista francés.

## Biografía
Nació en la provincia de Gironda en Talence. 
Comenzó sus estudios de órgano con Gaston Litaize y Michel Chapuis.
Posteriormente continuó sus estudios bajo la enseñanza de Anne-Marie Barat (alumna de André Marchal), Daniel Roth, Michel Bouvard, Olivier Latry y el pianista Bruno Rigutto.
Completó su formación musical en las materias de armonía, contrapunto, orquestación, análisis musical e historia de la música en el Conservatorio de París.
Fue acreedor del primer premio para órgano, ganó tres primeros premios y el diploma de historia de la música.
Después de haber sido galardonado con el Gran Premio de Chartres en 1990, fue nombrado organista titular de la Iglesia Saint-Antoine-des-Quinze-Vingts en París. Ese mismo año, comenzó a impartir clases como profesor en la Sorbona, también como profesor en el Conservatorio de París, es director de la École Nationale de Musique et de Danse de Cachan, a su vez es profesor de órgano en el Conservatorio de Angers  y el de Saint-Maur-des-Fossés. 
En 2015, inauguró la clase de órgano del ¨Pôle Sup 93¨. También es un reconocido pedagogo (fundó el curso de didáctica de órganos en el Conservatorio de París), contribuyó a la formación de muchos intérpretes de generaciones jóvenes, varios de los cuales han ganado premios internacionales. 
Lebrun es profesor honorario en el Conservatorio Real de Aarhus en Dinamarca y ha impartido clases con regularidad en los Países Bajos e Inglaterra. 
Fundador de las academias internacionales de Nemours (con André Isoir), Issenheim en Alsacia (con Marie-Ange Leurent ), Sarlat, y Bourron-Marlotte -Nemours-Fontainebleau.
Realizó producciones discográficas en el órgano, con la música completa de Jehan Alain, Maurice Duruflé, César Franck, así como también las obras de Alexandre Boëly, Dietrich Buxtehude y Gaston Litaize. 
En 2015, comenzó a grabar la obras completa para órgano de Johann Sebastian Bach , con su esposa Marie-Ange Leurent.
Lebrun es autor de varios libros, entre ellas tres biografías dedicadas a Buxtehude en 2006, Boëly (con Brigitte François-Sappey, 2008), César Franck (2011) y Johann Sebastian Bach (2016) en Bleu Nuit, así como una contribución a la nueva versión de la "Guía de la Música de Órgano" (Fayard 2012). En 2018, realizó una nueva publicación referente a la biografía de Claude Debussy.
Numerosos compositores contemporáneos le han dedicado varias de sus obras, entre ellas estrenó ¨Piezas¨ de Valéry Aubertin , Jacques Castérède, Thierry Escaich, Kamilló Lendvay y Gaston Litaize, entre otros.
Es miembro experto de la Comisión Nacional de Monumentos Históricos en Francia. 
Durante dos años fue presidente del Syndicat National des Artistes Musiciens des Cultes.
Lebrun compuso alrededor de cuarenta obras, que van desde instrumentos solistas, hasta oratorios para coro y orquesta.

## Discografía

### Grabaciones como solista
- Jehan Alain: Complete organ work (2 CDs Naxos Records
- Johann Sebastian Bach's Kirnberger chorals (1 CD Solstice)
- Claude Balbastre's four Christmas suites in variations (1 CD Solstice)
- Maurice Duruflé: Complete organ work and sacred music (2 CDs Naxos)
- César Franck: Complete organ work (2 CDs Naxos)
- Éric Lebrun's Dixième Mystère du Rosaire (in "neuf jeunes organistes compositeurs", 1 CD Hortus)
- Henri Mulet's Esquisses byzantines (and Guy Ropartz: Prélude funèbre, introduction and allegro, Prière pour les trépassés, Les cloches de Lanloup) (1 CD JAV recordings – U.S.A.)
- Dmitri Yanov-Yanovsky,[5] Organ Concerto (with the other two keyboard concertos, performed by Jay Gottlieg, piano and Celine Frisch, harpsichord). Ensemble Musiques Nouvelles, direction Jean-Paul Dessy. (1 CD Le Chant du Monde)
- Éric Lebrun's Le livre de Notre-Dame, Motet pour l'Ascension, maîtrise de Notre-Dame de Paris, direction Émilie Fleury,[6] Yves Castagnet, organ.

### Grabaciones con Marie-Ange Leurent
- Dietrich Buxtehude: Complete organ work, grand prize of the Académie Charles Cros (set of 6 CDs Bayard Musique)
- Alexandre Pierre François Boëly: Complete organ work, choc du Monde de la musique (set of 8 CDs Bayard Musique)
- Gaston Litaize: Complete organ work (set of 5 CD Bayard Musique)
- Musique pour le temps de Noël at the great historical organs of Santa-Maria de Mahon (1 CD Solstice)
- Gaston Litaize: anthology (K617)
- Gaston Litaize's Douze pièces grand orgue, world premiere recording, foreword by Henri Dutilleux  (1 CD K 617)
- Gaston Litaize's Vingt-quatre préludes liturgiques, world premiere recording (1 CD Solstice)
- Gaston Litaize's Missa solemnior, Cortège, Sonate à deux, Chant de Pâques (1 CD Solstice)
- Valéry Aubertin: Première et troisième sonate, sonatine pour les étoiles, Improvisation Kandinsky 1914 (set of 2 CDs, Disques du Triton with Valéry Auvertin, Michel Bourcier and Pierre Farago)[7]
- Eric Lebrun: Vingt Mystères du Rosaire, for violin, cello, harp and Great organ, by André Garnier and Isabelle Lesage,[8] violin, Philippe Bary,[9] cello, Clara Izambert,[10] harp, Lucie Flesch,[11] Béatrice Piertot,[12] Yannick Merlin,[13] Marie-Ange Leurent and Éric Lebrun, organ. (2 CD Bayard Musique, 2010)
- Franz Liszt's Sacred works for organ, Marie-Ange Leurent and Éric Lebrun at the historical organ of Barr. (2 CDs Bayard Musique, 2010)
- Marie porte du Ciel: Marian anthology on the organ of Santa-Maria de Mahon, accompanied by motets interpreted by the Maîtrise de Dijon (1 CD Bayard-Musique 2011).
- J.S. Bach's Inventions and Sinfonies at the organ of Saint-Cyprien en Périgord (1 CD Bayard-Musique 2012)
- Mille ans de Noëls: from Perotin to Éric Lebrun at the organ of Villeneuve-sur-Yonne, (1 Cd Chanteloup-Musique 2013)
- Mozart's Organ works with Yves Fossaert de Bourron-Marlotte (1 CD Monthabor 2014)
- Music for the funeral at the organs of Bourron-Marlotte and Villeneuve-sur-Yonne (1 CD Monthabor 2014)
- The most beautiful pieces for organ (2 CDs Monthabor 2014)
- J.S. Bach's The Art of Fugue (2 CDs Monthabor 2015)
- J.S. Bach: Complete organ work vol 1: Partitas, Chorals of Arnstadt (2 CDs Monthabor-Chanteloup-Musique 2016)
- J.S. Bach: Complete organ work vol 2: Orgelbüchlein, Chorals Kirnberger (2 CDs Monthabor-Chanteloup-Musique 2016)
- J.S. Bach: Complete organ work vol 3: Clavier Übung, Chorals divers (2 CDs Monthabor-Chanteloup-Musique 2017)
- J.S. Bach: Complete organ work vol 4: Leipzig chorals, various Chorals (2 CDs Monthabor-Chanteloup-Musique 2017)